# Adina Meiroșu
Adina Laura Meiroșu (n. 11 august 1985, Galați, România) este o fostă jucătoare de handbal din România, acum retrasă din activitate. Ultima echipă la care a evoluat a fost Oltchim Râmnicu-Vâlcea, în sezonul 2012-2013.

## Date personale[2]
Inalțime: 182 cm 
Post: Inter stânga, inter dreapta, coordonator
Nr. Tricou: 18
Foste echipe: „CSȘ” Galați (România), CS Oltchim Râmnicu Vâlcea (România)

## Palmares
- Locul 2 la CE de juniori Rusia 2003
- Dublă Câștigătoare a Ligii Naționale Române
- Câștigătoare a Cupei României
- Câștigătoare a Cupei Cupelor EHF 2007
- Câștigătoare a Supercupei Romaniei 2007 - prima ediție
- Câștigătoare a Champions Trophy - prima ediție